# Тяжёлые цепи иммуноглобулинов

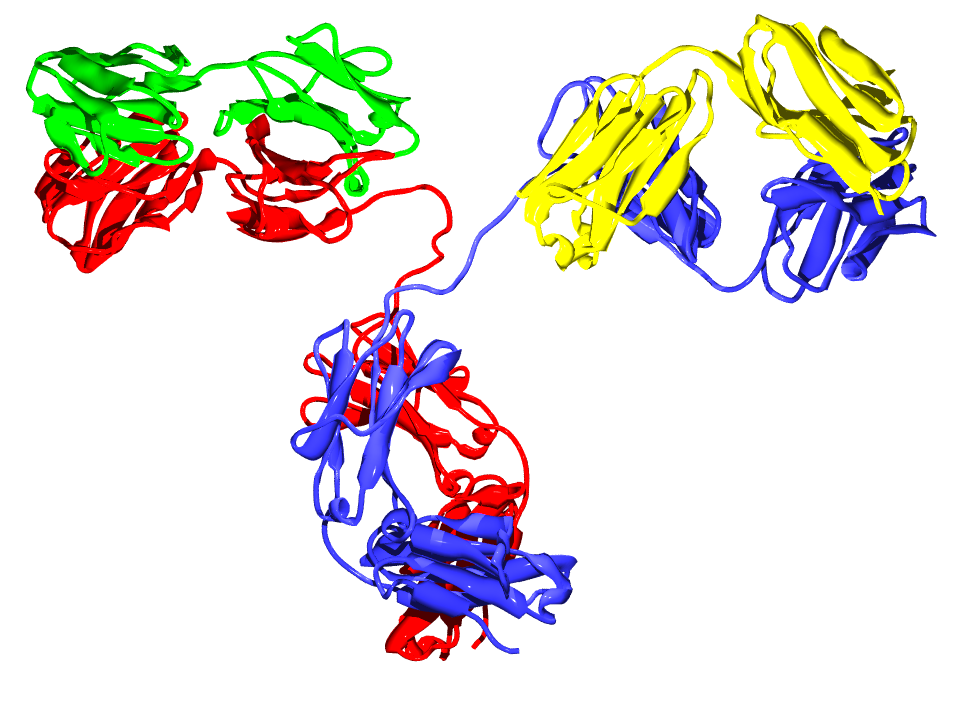
Молекула иммуноглобулина: две тяжёлые цепи показаны красным и синим, две лёгкие цепи показаны зелёным и жёлтым

Тяжёлые цепи иммуноглобулинов (immunoglobulin heavy chain) — это большие полипептидные субъединицы иммуноглобулинов (антител).
Молекулы антител состоят из двух тяжёлых и двух лёгких цепей. Различные варианты тяжёлых цепей соответствуют изотипам иммуноглобулинов. Типы тяжёлых цепей отличаются у разных видов животных. Все тяжёлые цепи содержат иммуноглобулиновые домены — обычно один вариабельный домен, который обуславливает связывание антигена и несколько константных доменов.

## У млекопитающих

### Классы
У млекопитающих классифицируют пять типов тяжёлых цепей γ, δ, α, μ и ε. Типы тяжёлых цепей соответствуют классам иммуноглобулинов. 
- Тяжёлые цепи α и γ состоят примерно из 450 остатков аминокислот.
- Тяжёлые цепи μ и ε состоят примерно из 550 остатков аминокислот[1].

### Участки

Две тяжёлых цепи (показаны синим) соединены дисульфидными связями с двумя лёгкими цепями (показаны зелёным). Показаны константные и вариабельные домены.

Каждая тяжелая цепь имеет два участка:
- константный участок, одинаковый у всех иммуноглобулинов одного класса, но отличающийся между классами 
  - тяжёлые цепи γ, α и δ имеют константный участок, состоящий из трёх тандемных иммуноглобулиновых доменов, а также шарнирный участок, обеспечивающий гибкость молекулы. [2]
  - тяжёлые цепи μ и ε имеют константный участок, состоящий из четырёх иммуноглобулиновых доменов[1].
- вариабельный участок, который отличается между разными В-лимфоцитами, но одинаковый среди всех иммуноглобулинов, синтезированных одним В-лимфоцитом или одним клоном. Вариабельные домены всех тяжёлых цепей состоят из одного иммуноглобулинового домена. Такие домены имеют длину около 110 остатков аминокислот.

## У рыб
Челюстные рыбы являются наиболее примитивными животными, способными образовывать антитела, подобные тем, что образуют млекопитающие. Однако, рыбы не имеют такого репертуара антител, какой характерен для млекопитающих. Три различных вида тяжёлых цепей обнаружены и у костных рыб.
- Первыми описанными тяжёлыми цепями были μ (или мю). Тяжёлые цепи такого типа представлены у всех челюстных рыб и считаются базовыми для всех иммуноглобулинов. Образующиеся антитела IgM, секретируются у челюстных рыб в виде тетрамера (в отличие от акул и млекопитающих, у которых IgM представляют собой пентамеры).

- Тяжёлые цепи δ, представленные в IgD были впервые обнаружены у сомов и атлантического лосося, и в настоящее время описаны и для других костистых рыб.[5]

- Третий тип тяжёлых цепей костистых рыб описан относительно недавно, и не соответствует какому-либо типу тяжёлых цепей млекопитающих. Такие тяжёлые цепи описаны для радужной форели (τ)[6] и Данио рерио (ζ).[7]

Три различных типа тяжёлых цепей иммуноглобулинов описаны и у хрящевых рыб.